# Esther Raziel-Naor
Esther Raziel-Naor (en hébreu, aussi appelé Ratziel : אסתר רזיאל-נאור), née le 29 novembre 1911 à Smarhon et morte le 11 novembre 2002, est une femme politique israélienne.

## Biographie
Esther Raziel-Naor naît en 1922 à Smarhon dans l'Empire russe ; sa famille émigre en Palestine en 1914. Durant la Première Guerre mondiale les Ottomans déplacent la famille en Égypte. Ils retournent en Palestine mandataire en 1928. 
En 1932, avec son frère David Ratziel, ils rejoignent la Betar. En 1948, après la Déclaration d'indépendance de l'État d'Israël, elle est membre du premier} parlement de la Knesset avec le parti Herut.